# Burmesischer Hase
Der Burmesische Hase (Lepus peguensis) ist eine Säugetierart aus der Gattung der Echten Hasen innerhalb der Hasentiere. Sein Verbreitungsgebiet erstreckt sich vom Myanmar über weite Gebiete der südostasiatischen Halbinsel bis zu dessen östlichster Küste in Vietnam.

## Merkmale
Die Körpergröße des Burmesischen Hasen beträgt zwischen 36 und 50 Zentimeter bei einem Gewicht von 2 bis 2,5 Kilogramm; er gehört damit zu den kleineren Hasenarten. Der Rücken ist rotgrau mit schwarzer Einstreuung, der Hinterleib ist grauer und der Schwanz auf der Oberseite schwarz. Die Bauchseite ist weiß, die relativ großen Ohren haben eine schwarze Spitze. Die Füße sind bei den Tieren in Myanmar weiß, bei denen in Thailand eher rötlich gelb.

## Verbreitung

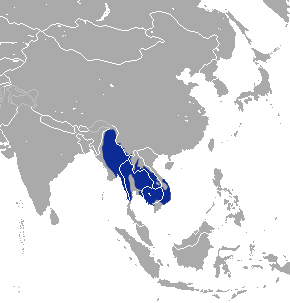
Verbreitungsgebiet des Burmesischen Hasen

Der Burmesische Hase ist in einem großen Gebiet in Südostasien verbreitet. Es erstreckt sich vom zentralen und südlichen Myanmar vom Flussbett des Chindwin und des Saluen über Thailand, Kambodscha und das südliche Laos bis ins südliche Vietnam. Weitere Vorkommen liegen wahrscheinlich im nördlichen Laos, sind jedoch nicht zweifelsfrei nachgewiesen.
Der Hase bevorzugt vor allem offene Wälder und strauchige Flächen im Flachland mit hohem Gras und Gebüschen, häufig entlang von saisonal überschwemmten Flüssen. Er kommt zudem in extensiv genutzten regen- und hochwasserbewässerten Reisfeldern vor, meidet jedoch intensiv bewirtschaftete landwirtschaftliche Flächen. Nach Chapman & Flux 1990 lebt er vor allem in trockenen, ebenfalls bewaldeten Flächen und regional auf sandigen Flächen entlang der Küste.
Die Höhenverbreitung wird gemeinhin mit maximal 1.200 Metern angegeben, aufgrund des Fehlens in typischen Habitaten in größerer Höhe wie etwa dem Nakai-Plateau in Laos oder dem Thung Yai Naresuan in Thailand wird diese Angabe als zu hoch eingeschätzt.

## Lebensweise
Der Burmesische Hase ist dämmerungs- und nachtaktiv. Er frisst vor allem nachts und ernährt sich vor allem von Gräsern, Rinden und Zweigen.
Über die Fortpflanzung liegen nur wenige Daten vor. Der Hase wirft wahrscheinlich mehrmals im Jahr mit einem bis sieben, durchschnittlich drei bis vier, Jungtieren pro Wurf. Die Tragzeit beträgt 35 bis 40 Tage. Als Lebensdauer der Hasen werden etwa sechs Jahre geschätzt.

## Systematik
Der Burmesische Hase wird als eigenständige Art den Echten Hasen (Gattung Lepus) zugeordnet. Ursprünglich wurde auch der auf Hainan endemische und heute als eigenständige Art betrachtete Hainan-Hase (Lepus hainanus) als Unterart des Burmesischen Hasen betrachtet. Eine enge Verwandtschaft besteht mit dem  Schwarznackenhasen (L. nigicollis), die unter anderem durch die Untersuchung von Zahnmerkmalen bestätigt wurde. Dabei konnte nachgewiesen werden, dass diese beiden Arten sehr nahe verwandt sind, beide jedoch jeweils einschließlich der betrachteten Unterarten eigenständige Arten darstellen. Ein größerer Abstand besteht zu dem Tibetanischen Wollhasen (L. oiostolus) sowie dem Chinesischen Hasen (L. sinensis), deren Verbreitungsgebiete nördlich an denen des Schwarznackenhasen und des Burmesischen Hasen anschließen.
Heute werden zwei Unterarten unterschieden, die Nominatform Lepus peguensis peguensis und L. p. vassali, Chapman & Flux 1990 beschreiben zudem die Unterart L. p. siamensis.
Eine nähere Verwandtschaft besteht mit dem Schwarznackenhasen (L. nigricollis) und Chapman & Flux 1990 werfen die Option auf, dass der Burmesische Hase nur eine Unterart desselben ist.

## Gefährdung und Schutz
Die Art wird von der International Union for Conservation of Nature and Natural Resources (IUCN) aufgrund der Bestandsgröße und des großen Verbreitungsgebiets als nicht gefährdet (least concern) eingestuft. Vor allem aufgrund der Umwandlung von Waldgebieten in strauchige Habitate wird eine Zunahme des Bestandes im Verbreitungsgebiet angenommen, obwohl sie stark bejagt wird.
Gefährdungspotenzial für die Art hat eine regionale Intensivierung der Landwirtschaft sowie regelmäßige Brände in Laos und Vietnam in der Trockensaison.

## Belege
1. 1 2 3 4 5  Joseph A. Chapman, John E.C. Flux (Hrsg.): Rabbits, Hares and Pikas. Status Survey and Conservation Action Plan. (Memento des Originals vom 14. Januar 2009 im Internet Archive)  Info: Der Archivlink wurde automatisch eingesetzt und noch nicht geprüft. Bitte prüfe Original- und Archivlink gemäß Anleitung und entferne dann diesen Hinweis. (PDF; 11,3 MB) International Union for Conservation of Nature and Natural Resources (IUCN), Gland 1990. ISBN 2-8317-0019-1.
2. 1 2 3 4 5 6 7 8 9  Lepus peguensis in der Roten Liste gefährdeter Arten der IUCN 2011. Eingestellt von: J.W. Duckworth, R. Steinmetz, A. Pattanavibool, 2008. Abgerufen am 28. Januar 2012.
3. 1 2  F. Suchentrunk: Phylogenetic relationships between Indian and Burmese hares (Lepus nigricollis and L. peguensis) inferred from epigenetic dental characters. (Memento des Originals vom 26. November 2015 im Internet Archive)  Info: Der Archivlink wurde automatisch eingesetzt und noch nicht geprüft. Bitte prüfe Original- und Archivlink gemäß Anleitung und entferne dann diesen Hinweis. Mammalian Biology 69, 2004; S. 28–45.